# Sæbøsvärdet
Sæbøsvärdet (sv. Säbösvärdet) (även känt som Thurmuths svärd) är ett svärd från tidigt 800-tal, funnet 1825 i en gravhög i Sæbø i tätorten Vikøyri i landskapet Sogn i västra Norge. Svärdet bevaras idag vid Bergens Museum i Bergen, Norge. Svärdet har en gåtfull inskription på bladet. Tecknen har identifierats som runor samt en svastika. Om detta stämmer är svärdet ett av mycket få som har en runinskription på bladet.

## Svärdet
Svärdet klassificerades som "Typ C" av Pedersen 1919, som också noterade det unika i resterna av metalltråd på svärdets bredsida.

## Inskrift

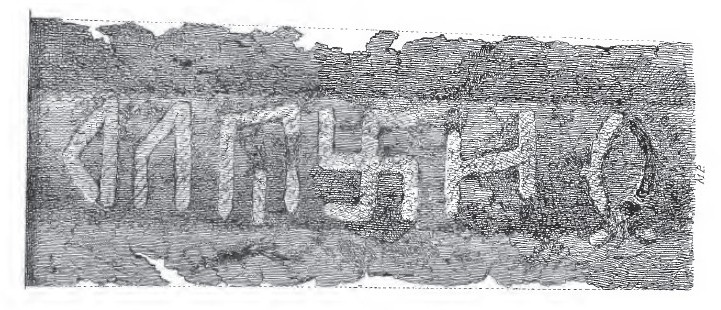
Stephens teckning av inskriften.

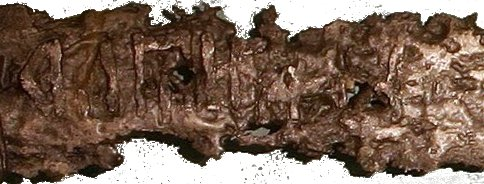
Inskriften idag.

Svärdet beskrevs 1867 av George Stephens, en engelsk arkeolog och filolog som specialiserat sig på skandinaviska runor, i dennes verk Handbook of the Old-Northern Runic Monuments of Scandinavia and England. I detta arbete visade han upp en teckning av svärdet med en mycket tydlig inskrift bestående av fem runor, eller runliknande tecken, samt en svastika i mitten. Enligt Stephens skulle inskriften läsas oh卐muþ från höger till vänster.  Han tolkade svastikan som en rebus som representerade stavelsen þur för guden Tor, och därför blev läsningen oh Þurmuþ vilket översätts "Äger [mig], Thurmuth". Denna läsning var inspirerad av idén att svastikan fungerade som en symbol för Tor (eller mer exakt, för Tors hammare Mjölner) i vikingatidens hedniska bildvärld. Det hela diskuterades dock vid International Congress of Anthropology and Prehistoric Archæology i Budapest 1876, där den mer allmänna ståndpunkten var att svastikan står för "välsignelse" eller "lycka"
År 1889, i en recension av en bok av A. L. Lorange, noterade Stephens att svärdet blivit behandlat med syra vid ett danskt museum, med resultatet att svärdet och inskriften blivit svårt skadat och därmed har också inskriften blivit omöjlig att tolka.

## Fotnoter
1. ↑  Petersen, Jan (1919). ”Den ældste vikingtid, Type C.”. De Norske Vikingesverd. sid. 66–70
2. ↑  Stephens 1866–1867, s. 407.
3. ↑  Wilson 1896, s. 93.
4. ↑  Stephens 1889, s. 407.